# Gerbillus nanus
Gerbillus nanus е вид гризач от семейство Мишкови (Muridae). Видът не е застрашен от изчезване.

## Разпространение и местообитание
Разпространен е в Алжир, Афганистан, Йемен, Индия, Ирак, Иран, Мавритания, Мали, Мароко, Нигер, Обединени арабски емирства, Оман, Пакистан, Саудитска Арабия, Тунис и Чад.
Обитава гористи местности, пустинни области, места с песъчлива почва, градини, поляни и храсталаци.

## Описание
На дължина достигат до 6,4 cm, а теглото им е около 25,5 g. Имат телесна температура около 38,8 °C.
Продължителността им на живот е около 4,5 години. Популацията на вида е стабилна.